# Piper ulmifolium
Piper ulmifolium är en pepparväxtart som beskrevs av Ernst Gottlieb von Steudel. Piper ulmifolium ingår i släktet Piper och familjen pepparväxter. Inga underarter finns listade i Catalogue of Life.